# Diana Doveton
Diana Alice Doveton (* 29. Oktober 1910 in Indien; † 12. Mai 1987 in Bath) war eine englische Badmintonspielerin.

## Karriere
Diana Doveton gewann 1935 bei den French Open sowohl die Mixed- als auch die Damendoppelkonkurrenz. Bei den All England siegte sie 1937 und 1938. 1938 war sie bei den Welsh International, 1939 bei den Scottish Open.

## Sportliche Erfolge
| Saison | Veranstaltung       | Disziplin   | Platz | Name                          |
| ------ | ------------------- | ----------- | ----- | ----------------------------- |
| 1935   | French Open         | Mixed       | 1     | Ralph Nichols / Diana Doveton |
| 1935   | French Open         | Damendoppel | 1     | Betty Uber / Diana Doveton    |
| 1937   | All England         | Damendoppel | 1     | Betty Uber / Diana Doveton    |
| 1938   | All England         | Damendoppel | 1     | Betty Uber / Diana Doveton    |
| 1938   | Welsh International | Damendoppel | 1     | Betty Uber / Diana Doveton    |
| 1939   | All England         | Dameneinzel | 2     | Diana Doveton                 |
| 1939   | Scottish Open       | Damendoppel | 1     | Betty Uber / Diana Doveton    |